# Saison 2013-2014 des Clippers de Los Angeles
La saison 2013-2014 des Clippers de Los Angeles est la 44e saison de la franchise au sein de la National Basketball Association (NBA) et la 36e saison en Californie du Sud et la 30e saison dans la ville de Los Angeles. Lors des playoffs, les Clippers ont battu les Warriors de Golden State en sept matchs au premier tour. Mais ils s'inclineront face au Thunder d'Oklahoma City en six matchs lors de la demi-finale de conférence.

## Draft
| Tour | Choix | Joueur         | Poste | Nationalité | Provenance     |
| ---- | ----- | -------------- | ----- | ----------- | -------------- |
| 1    | 25    | Reggie Bullock | SF    | États-Unis  | North Carolina |

## Classements de la saison régulière
| Conférence Ouest | Conférence Ouest                | Conférence Ouest | Conférence Ouest | Conférence Ouest | Conférence Ouest | Conférence Ouest | Conférence Ouest |
| No               | Franchise                       | Vic.             | Def.             | MJ               | % V/D            | RV               |                  |
| ---------------- | ------------------------------- | ---------------- | ---------------- | ---------------- | ---------------- | ---------------- | ---------------- |
| 1                | Spurs de San Antonio            | 62               | 20               | 82               | 75,60 %          | -                |                  |
| 2                | Thunder d'Oklahoma City         | 59               | 23               | 82               | 72,00 %          | 3,0              |                  |
| 3                | Clippers de Los Angeles         | 57               | 25               | 82               | 69,50 %          | 5,0              |                  |
| 4                | Rockets de Houston              | 54               | 28               | 82               | 65,90 %          | 8,0              |                  |
| 5                | Trail Blazers de Portland       | 54               | 28               | 82               | 65,90 %          | 8,0              |                  |
| 6                | Warriors de Golden State        | 51               | 31               | 82               | 62,20 %          | 11,0             |                  |
| 7                | Grizzlies de Memphis            | 50               | 32               | 82               | 61,00 %          | 12,0             |                  |
| 8                | Mavericks de Dallas             | 49               | 33               | 82               | 59,80 %          | 13,0             |                  |
|                  |                                 |                  |                  |                  |                  |                  |                  |
| 9                | Suns de Phoenix                 | 48               | 34               | 82               | 58,50 %          | 14,0             |                  |
| 10               | Timberwolves du Minnesota       | 40               | 42               | 82               | 48,80 %          | 22,0             |                  |
| 11               | Nuggets de Denver               | 36               | 46               | 82               | 43,90 %          | 26,0             |                  |
| 12               | Pelicans de La Nouvelle-Orléans | 34               | 48               | 82               | 41,50 %          | 28,0             |                  |
| 13               | Kings de Sacramento             | 28               | 54               | 82               | 34,10 %          | 34,0             |                  |
| 14               | Lakers de Los Angeles           | 27               | 55               | 82               | 32,90 %          | 35,0             |                  |
| 15               | Jazz de l'Utah                  | 25               | 57               | 82               | 30,50 %          | 37,0             |                  |

| Division Pacifique       | V  | D  | MJ | % V/D   | GB   | Dom   | Ext   | Div  | Conf  |
| ------------------------ | -- | -- | -- | ------- | ---- | ----- | ----- | ---- | ----- |
| Clippers de Los Angeles  | 57 | 25 | 82 | 69,50 % | -    | 34-7  | 23-18 | 12-4 | 36-16 |
| Warriors de Golden State | 51 | 31 | 82 | 62,20 % | 6,0  | 27-14 | 24-17 | 11-5 | 31-21 |
| Suns de Phoenix          | 48 | 34 | 82 | 58,50 % | 9,0  | 26-15 | 22-19 | 8-8  | 28-24 |
| Kings de Sacramento      | 28 | 54 | 82 | 34,10 % | 29,0 | 17-24 | 11-30 | 3-13 | 15-37 |
| Lakers de Los Angeles    | 27 | 55 | 82 | 32,90 % | 30,0 | 14-27 | 13-28 | 6-10 | 15-37 |

## Effectif
| Effectif des Clippers de Los Angeles 2013-2014 |
| --- |
| 0 Glen Davis • 2 Darren Collison • 3 Chris Paul (C) • 4 J. J. Redick • 6 DeAndre Jordan • 8 Hedo Türkoğlu • 9 Jared Dudley • 11 Jamal Crawford • 15 Ryan Hollins • 22 Matt Barnes • 25 Reggie Bullock • 32 Blake Griffin (C) • 33 Danny Granger • 34 Willie GreenEntraîneur : Doc Rivers |

## Transactions

### Transferts
| 25 juin    | Vers Los Angeles Clippers Coach Doc Rivers          | Vers Boston Celtics Premier tour de draft 2013                 |
| 10 juillet | Vers Los Angeles Clippers Jared Dudley              | Vers Phoenix Suns Eric BledsoeCaron Butler                     |
| 10 juillet | Vers Los Angeles Clippers J. J. Redick              | Vers Milwaukee Bucks Deux futurs second tour de draft          |
| 20 février | Vers Los Angeles Clippers Droits sur Cenk Akyol     | Vers Atlanta Hawks Antawn Jamison                              |
| 20 février | Vers Los Angeles Clippers Second tour de draft 2014 | Vers Philadelphia 76ers Byron MullensSecond tour de draft 2018 |

### Agents libres

#### Renouvellement
| Joueur       | Date       | Contrat              |
| ------------ | ---------- | -------------------- |
| Chris Paul   | 10 juillet | Contrat de cinq ans  |
| Matt Barnes  | 10 juillet | Contrat de trois ans |
| Ryan Hollins | 10 juillet | Contrat d'un an      |

#### Arrivées
| Joueur          | Date       | Ancienne équipe             |
| --------------- | ---------- | --------------------------- |
| Darren Collison | 10 juillet | Dallas Mavericks            |
| Byron Mullens   | 22 juillet | Charlotte Bobcats           |
| Antawn Jamison  | 28 août    | Los Angeles Lakers          |
| Stephen Jackson | 9 décembre | San Antonio Spurs           |
| Darius Morris   | 6 janvier  | Philadelphia 76ers          |
| Hedo Türkoğlu   | 16 janvier | Orlando Magic               |
| Saša Vujačić    | 3 février  | Anadolu Efes S.K. (Turquie) |
| Glen Davis      | 24 février | Orlando Magic               |
| Danny Granger   | 27 février | Indiana Pacers              |

#### Départs
| Joueur           | Motif       | Nouvelle équipe                 |
| ---------------- | ----------- | ------------------------------- |
| Grant Hill       | Retraite    |                                 |
| DaJuan Summers   | Coupé       | Budivelnyk Kiev (Ukraine)       |
| Chauncey Billups | Agent libre | Detroit Pistons                 |
| Ronny Turiaf     | Agent libre | Minnesota Timberwolves          |
| Maalik Wayns     | Coupé       | Rio Grande Valley Vipers (NBDL) |
| Stephen Jackson  | Coupé       | Killer 3's (BIG3)               |
| Darius Morris    | Agent libre | Memphis Grizzlies               |
| Saša Vujačić     | Agent libre | Reyer Venezia Mestre (Italie)   |
| Lamar Odom       | Agent libre | Laboral Kutxa (Espagne)         |